# Красная Пресня (стадион)
«Красная Пресня» — стадион в Пресненском районе города Москвы. Располагается недалеко от станции метро «Краснопресненская» и здания Дома правительства РФ.

## История появления
Построен в 1925 году на месте спущенных в 1908 году Нижнего и Среднего Пресненских прудов реки Пресня, которая была заключена в коллектор. Причём, сооружено было два стадиона. Севернее — «Стадион Метростроя», в 1950-х годах на его границе построили станцию метро «Краснопресненская», а через поляну продлили улицу Заморёнова, и сохранилась лишь площадка меньших размеров. Бо́льшую известность получил южный стадион, возведённый на том месте, где располагался Средний Пресненский пруд (Нижний прилегал к Москве-реке). Стадион носил названия «Искра», «Правда», «Метрострой». После Великой Отечественной войны вместо клубов Союза печатников («Искра», «Правда») на стадион переехал футбольный клуб «Метрострой».
В ряде источников датой основания стадиона называется 1922 год, подразумевая другой неподалёку располагавшийся (ныне — несуществующий) стадион, носивший поначалу названия МКС, «Красная Пресня», стадион Трёхгорной мануфактуры, с 1937 года — «Красное знамя», а с 1958 по 1971 год — «Труд», где в 1920 годы играла команда МКС («Московский клуб спорта») / «Красная Пресня» — прообраз московского «Спартака». По всей видимости, именно тот стадион был построен группой энтузиастов под патронажем И. Т. Артемьева, как об этом говорилось, в частности, на сайте существовавшего с 2001 по 2006 год футбольного клуба «Пресня».

## Использование в 1950-х — 2000-х годах
В августе 1956 года стадион принял пять матчей футбольного турнира летней Спартакиады народов СССР. Проводились также соревнования по хоккею на траве.
В 1978 году была создана и включена во вторую лигу команда «Красная Пресня», представлявшая Домостроительный комбинат № 1 Краснопресненского района, затем, в 80-х, она была переведена на баланс 7-го таксомоторного парка «Мосавтолегтранса». Стадион «Метрострой», тем временем, был отремонтирован к проведению в Москве Олимпийских игр 1980 года, также был передан Домостроительному комбинату и получил название вскоре ставшей проводить на нём свои домашние матчи команды «Красная Пресня». Помимо неё с 1982 года на стадионе проводил свои домашние матчи дубль московского «Спартака», с которым команда «Красная Пресня» имела сквозную заявку.
В конце 1989 года команда «Красная Пресня» была приобретена (взята на баланс) иракским бизнесменом Хусамом Аль-Халиди, который основал на её базе футбольный клуб «Асмарал», в 1992—1993 годах игравший в высшей лиге чемпионата России, а стадион им был оформлен в долгосрочную аренду. В 1990—1991 годах и с середины сезона 1993 года «Асмарал» проводил домашние матчи на стадионе «Красная Пресня».
Стадион оказался в районе эпицентра событий 3—4 октября 1993 года, прямо по полю ездили танки и бронетранспортёры, со стороны стадиона велась стрельба в сторону площади у Верховного Совета. Имеются свидетельства очевидцев о содержании на территории стадиона с вечера 4 октября узников из числа защитников Верховного Совета и нарушителей комендантского часа, примерные данные о количестве которых разнятся, и производимых там расстрелах. Вокруг стадиона был белый бетонный забор, впоследствии заменённый забором из металлической решётки. Вдоль забора стадиона со стороны Дружинниковской улицы располагается народный мемориал жертвам 1993 года.
С 1994 по 1999 год стадион принимал матчи низших лиг всё того же «Асмарала», ранее там также проводил часть своих домашних матчей его дублирующий состав. В июле 2001 года для того, чтобы не допустить тренировок футбольного клуба «Пресня», на стадионе по указанию Аль-Халиди были спилены футбольные ворота и разобраны трибуны. Стадион вмещал 2500 зрителей.
В дальнейшем стадион находился в федеральной собственности, затем перешёл на баланс мэрии Москвы (департамент физкультуры и спорта).

## Изменения с 2010-х годов
В 2010-х годах футбольное поле было уменьшено (до размеров 90х60 м), перестав быть полноразмерным, и повёрнуто на 90 градусов, естественное травяное покрытие было заменено на искусственное. По состоянию на 2019 год на территории современного стадиона по периметру поля располагались трибуны на 400 мест, имелись также два манежа 40×20 м, сцена для мероприятий, зона для кейтеринга, шатёр, раздевалочный комплекс и парковка, функционирует детско-юношеская школа по футболу, проходят занятия для лиц старшего поколения по общей физической подготовке, фитнес-зарядке, скандинавской ходьбе и мастер-классы по спортивным танцам. Стадион стал местом проведения различных корпоративных мероприятий со спортивными соревнованиями, любительских футбольных турниров 5х5, 8х8.
В 2019 году имелся проект ледового центра с трибунами на 2400 зрителей на территории («незадействованной земле») стадиона, архитектурным советом Москвы он был отправлен на доработку. В октябре 2023 года стало известно, что городскими властями было одобрено строительство жилого комплекса, при этом сообщалось, что вместе с ЖК остальные площади займут спортивно-административный центр с ледовой ареной и футбольное поле (в проекте — ближе к Конюшковской улице). В октябре 2024 года часть объектов на территории стадиона (манежи, ангар) начали подвергаться демонтажу.